# Martin Bosma
Martin Bosma (Wormer, 16 juli 1964) is een Nederlands politicus. Namens de Partij voor de Vrijheid (PVV) is hij sinds 30 november 2006 lid van de Tweede Kamer der Staten-Generaal. Sinds 14 december 2023 is hij voorzitter van de Tweede Kamer. 
Hoewel hij deze term zelf nooit heeft gebruikt, wordt Bosma vaak aangeduid als ideoloog van de PVV.

## Opleiding en carrière
Bosma studeerde bestuurskunde aan de Universiteit van Amsterdam (tot 1990) en sociologie aan de New School for Social Research in New York (tot 1992, master's degree). Ook studeerde hij Hebreeuws aan het Juda Palache Instituut in Amsterdam. Bosma was van 1981 tot 1999 actief in de journalistiek, veelal als financieel journalist. Hij werkte onder andere voor De Zaanlander, CNN Business News, RTL New York, het NOS Journaal, Veronica NieuwsRadio en Radio Nederland Wereldomroep. Hij woonde enkele jaren in New York.
Bosma won in 2007 een procedure bij de Raad voor de Journalistiek tegen de Volkskrant. Het dagblad had een artikel gepubliceerd van Jeroen Trommelen waarin gesteld werd dat Bosma had gerommeld met zijn cv, bijvoorbeeld door ten onrechte te stellen dat hij bij de NOS en RTL had gewerkt. De Raad voor de Journalistiek deed een uitspraak over het artikel van Trommelen en betitelde het als tendentieus, onnodig grievend en onjuist. De Volkskrant rectificeerde op 6 juni 2007.
Voordat Bosma de politiek inging, was hij directeur van de Nederlandse Radio Groep (NRG). Het bedrijf ging failliet. Het exploiteerde onder andere Colorful Radio, een zender die zich afficheerde als 'de enige landelijke multiculturele zender'. Hijzelf noemde het later een R&B-zender.

## Nationale politiek

### Lid van de Tweede Kamer

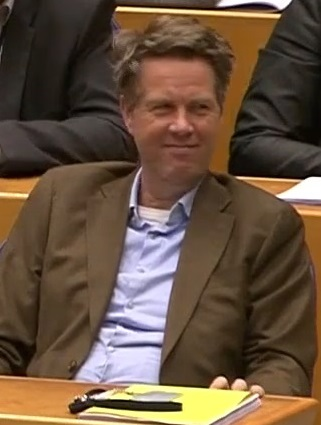
Bosma als Tweede Kamerlid (2017)

Sinds 2004 was Bosma werkzaam voor de Groep Wilders en later ook voor de daaruit voortgekomen Partij voor de Vrijheid, onder meer als campagneleider. Ook schreef hij veel van Wilders' toespraken.
Bij de formatie van het kabinet-Rutte I was Bosma actief als onderhandelaar. Samen met zijn fractiegenoot Tony van Dijck bracht hij zes weken door op het ministerie van Financiën teneinde samen met minister Jan Kees de Jager (CDA) en staatssecretaris Frans Weekers (VVD) 18 miljard euro aan bezuinigingen te vinden.
Bosma was woordvoerder Media en Cultuur voor zijn partij en secretaris van de PVV-fractie. Hij staat zeer kritisch tegenover de publieke omroep, door hem meestal aangeduid als de "staatsomroep". Bosma is verklaard tegenstander van het verzuilde omroepbestel. Hij wijst vaak op het volgens hem linkse karakter van de publieke omroep, dat hij in strijd acht met de Mediawet. Ook is hij een tegenstander van subsidies aan kunst.
In maart 2009 diende Bosma een motie in om het aantal actualiteitenprogramma's van de VARA en de NPS vanaf 2010 in te perken. Dit zou het "linkse karakter" van de publieke omroep moeten verminderen. In september stelde hij Kamervragen over "islampropaganda" in kinderprogramma's van de publieke omroep. Dit deed hij naar aanleiding van een peuterprogramma over het Suikerfeest.
Bosma heeft de opwarming van de Aarde vergeleken met de zure regen. In 2008 stelde hij dat we "net als bij zure regen" in de nabije toekomst niets meer zullen horen over de klimaatverandering.

### Lid van het Presidium
Sinds 2010 is Bosma actief als ondervoorzitter van de Tweede Kamer en dus lid van het Presidium van de Tweede Kamer. In september 2012 werd hij tijdelijk voorzitter van de Tweede Kamer na het aftreden van Gerdi Verbeet. Als laatst afgetreden (tweede) ondervoorzitter werd hij als eerste beëdigd, zodat hij tot de verkiezing van een nieuwe voorzitter deze rol als waarnemer kon vervullen. Na de Tweede Kamerverkiezingen van 2012 werd Wouter Bos aangezocht om als informateur samen met VVD-minister Henk Kamp de vorming van een nieuw kabinet voor te bereiden. Op 20 september 2012 werden zij door de Tweede Kamer benoemd, de volgende dag overhandigde waarnemend Kamervoorzitter Bosma hun de formatieopdracht en gingen zij aan het werk. Na drie stemrondes werd uiteindelijk Anouchka van Miltenburg verkozen tot nieuwe Kamervoorzitter. In januari 2016 deed hij tevergeefs een poging gekozen te worden verkozen tot voorzitter, maar de stemming werd gewonnen door Khadija Arib. In april 2021 deed hij opnieuw een poging, maar legde hij het af tegen Vera Bergkamp. Hij bleef wel lid van het Presidium.

### Voorzitter van de Tweede Kamer

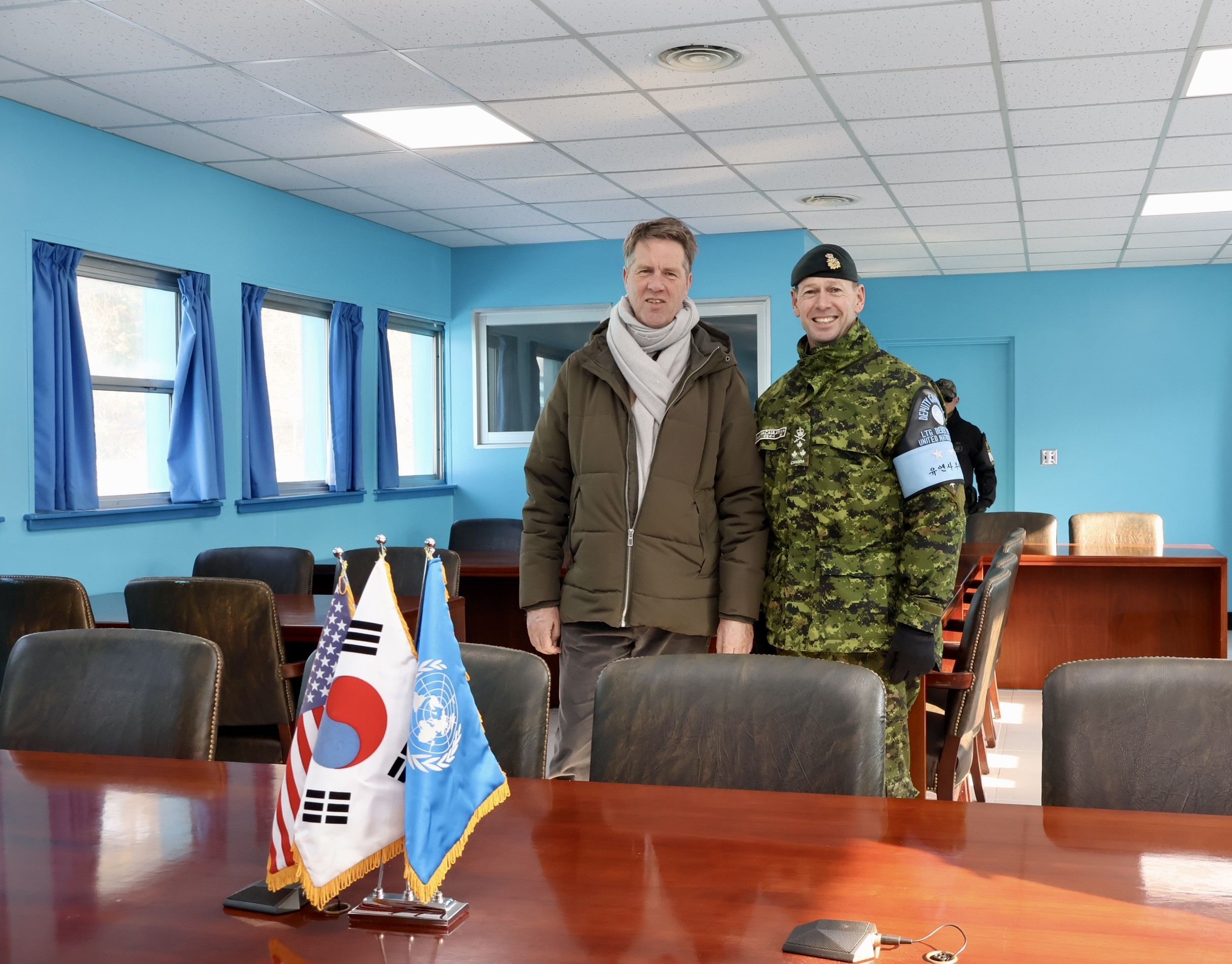
Voorzitter Bosma op bezoek bij de missie van de Verenigde Naties in Zuid-Korea in januari 2025.

Toen de PVV in 2023 bij de Tweede Kamerverkiezingen met afstand de grootste fractie werd, kreeg Bosma de vraag of hij zich weer zou kandideren voor de functie van Voorzitter. Op de verkiezingsavond zelf leek hij te twijfelen. Toen RTL Nieuws hem vroeg of hij zich kandidaat zou stellen, antwoordde hij: 'Ik ben meer in de wieg gelegd om soldaat te zijn in de cultuuroorlog'. Later die week volgde toch de aankondiging dat hij zich kandidaat zou stellen. De andere kandidaat was Tom van der Lee van GroenLinks-PvdA. Op 14 december 2023 lukt het Bosma uiteindelijk  om verkozen tot worden tot voorzitter, met 75  van de 148 uitgebrachte stemmen. Bosma had dankwoorden voor alle PVV'ers en in het bijzonder voor partijleider Wilders. Bosma sloot onder applaus de vergadering met het gedicht Dagsluiting van Gerard Reve die die dag precies 100 jaar geleden werd geboren.
Als voorzitter hield Bosma afstand van de PVV. Zo was hij de eerste voorzitter die besloot niet langer aanwezig te zijn bij de fractievergaderingen van diens fractie. Zoals door Bosma beloofd in het debat met de voorzitterskandidaten, opent Bosma elke dag de vergadering met een gedicht. Hij kiest niet alle gedichten zelf. Toen de Tweede Kamer stil stond bij het overlijden van Dries van Agt, droeg hij bijvoorbeeld een gedicht op dat de familie van Van Agt had uitverkozen.
Tijdens de oorlog tussen Israël en Hamas drongen pro-Palestijnse demonstranten meerdere malen het gebouw van de Tweede Kamer binnen, ondanks het verbod van het parlement op demonstraties binnenshuis. Bosma besloot aangifte te doen bij de politie.
In mei 2024, kort nadat PVV, VVD, NSC en BBB een akkoord presenteerden voor  een nieuwe Nederlandse regering, onderbrak Bosma het Kamerlid Laurens Dassen van Volt in een plenair debat voor het gebruik van het woord "extreemrechts" in verwijzing naar de PVV. Volgens Bosma mogen partijen of leden van de Tweede Kamer niet extreemrechts genoemd worden, omdat het een nazi-vergelijking is. Een aantal leden schaarde zich achter Dassen en stelde dat Bosma met deze interventie zijn onafhankelijkheid in gevaar bracht. Bosma trok zijn woorden niet in, ondanks enkele verzoeken daartoe.
Rond de viering van Ketikoti op 1 juli 2024 ontstond er commotie over de mogelijke aanwezigheid van Bosma bij de herdenking. De ambtsvoorgangers van Bosma legde bij deze herdenking van het Nederlandse slavernijverleden steevast een krans namens de Tweede Kamer, maar de komst van Bosma riep weerstand op in verband met zijn eerder uitlatingen als PVV kamerlid. In deze rol had hij deze herdenking eerder bestempeld als 'slavernijgedram' en 'anti-blank racisme'. Linda Nooitmeer sprak namens het organiserende comité van Keti Koti met Bosma en vroeg hem een vervanger te sturen, maar dit weigerde hij. Hierop trok Nooitmeer de uitnodiging van Bosma in.

## Standpunten

### Democratie binnen de PVV
Bosma heeft zich een tegenstander betoond van een ledenstructuur voor de PVV. In zijn boek, De schijn-élite van de valse munters, betitelt hij dit model als negentiende-eeuws en achterhaald. Bosma stelde dat het model partijdemocratie allang dood is, waarmee hij inging tegen het standpunt van toenmalig fractiegenoot en Kamerlid Hero Brinkman. Ook partijleider Wilders heeft gezegd geen principiële bezwaren te hebben tegen een ledenstructuur.

### Taal
Bosma zet zich in voor de Nederlandse en Afrikaanse taal. Hij was tot 2021 voorzitter van de Interparlementaire Commissie van de Nederlandse Taalunie, het Vlaams-Nederlandse ‘parlement’ dat toeziet op de uitvoering van het verdrag tussen Vlaanderen en Nederland inzake de Nederlandse taal. Ook Suriname en Zuid-Afrika hebben een verbintenis met de Taalunie.
Bosma vroeg in 2009 via een breed gedragen motie de minister de frequentie en kwaliteit van het Engels in het onderwijs te onderzoeken.
In juni 2011 stelde Bosma tijdens een Kamerdebat dat Radio 2 meer aandacht zou moeten geven aan het Nederlandse lied. Minstens 35 procent van de nummers op die zender zou Nederlandstalig moeten zijn. Op 30 juni is zijn motie van deze strekking aangenomen in de Tweede Kamer.
In zijn column in NRC Handelsblad van 20 april 2011 brak hij een lans voor het Afrikaans, dat hij omschreef als een "wonderschone taal".
In een motie in de Interparlementaire Commissie van de Taalunie bepleitte Bosma dat de Taalunie actief steun moet verlenen aan het streven van Zuid-Afrikaanse regeringscommissie Gerwel tot het aanwijzen van twee Afrikaanstalige universiteiten. Ook stelde hij in de Taalunie vragen over de "uitwissing" van Afrikaans aan de Universiteit Stellenbosch in Zuid-Afrika.
Op aandringen van Bosma zal de Nederlandse ambassade in Zuid-Afrika een rol spelen in het bij elkaar brengen van mensen die het Afrikaans willen bevorderen.
Dr. Michel le Cordeur, voorzitter van de Afrikaanse Taalraad (ATR), liet weten dat de houding van de PVV tegenover moslims voor de ATR niet aanvaardbaar is. Le Cordeur zei dat de toekomst van het Afrikaans in handen van de sprekers van die taal ligt en niet in handen van politici die het willen misbruiken voor hun eigen doeleinden. Volgens Le Cordeur is een groot deel van de sprekers van het Afrikaans bruin en zwart en wordt de taal ook door moslims gesproken.

## Publicaties

### De schijn-élite van de valse munters
In september 2010 verscheen het boek De schijn-élite van de valse munters (een verwijzing naar een uitspraak van de Nederlandse sociaaldemocraat Jacques de Kadt), waarin Bosma zijn politieke gedachtegoed uiteenzet en analyseert hoe het Nederlandse politieke landschap in zijn ogen is veranderd en hoe volgens hem is omgegaan met het multiculturalisme.
Het boek bevat persoonlijke indrukken vanaf de tijd dat Bosma zich – meteen na de moord op Theo van Gogh – als eerste aansloot bij Geert Wilders, die enkele weken daarvoor uit de VVD was gezet omdat hij niet wilde instemmen met de mogelijke toetreding van Turkije tot de Europese Unie.
Bosma vraagt zich in zijn boek af waarom de "massa-immigratie" is doorgezet, betwijfelt de democratische legitimiteit van "het multiculturele experiment" en stelt dat "links" opnieuw wegbereider is van een totalitaire ideologie. In verband daarmee introduceert hij de begrippen  Multiculturele Geloofsbelijdenis, de Wet van het Abjecte Westen, de Demografische Draaischijf.
Hij stelt onder meer dat Adolf Hitler een socialist was. Bosma beroept zich hierbij op boeken van Emerson Vermaat, Jacques de Kadt, J.A.A. van Doorn, en Richard Overy.

### Minderheid in eigen land
Op 20 mei 2014 maakte NRC Handelsblad melding van een ongepubliceerd, in het najaar van 2013 door uitgeverij Prometheus/Bert Bakker afgewezen manuscript van Bosma over het ANC en de apartheid dat binnen de PVV-fractie circuleert, met als titel "Handlangers van de ANC-apartheid. Hoe Paul Witteman, Maartje van Weegen, Freek de Jonge, Wim Kok en Adriaan van Dis racisten, communisten, plunderaars en kampbeulen helpen". Hierin spreekt hij onder meer de vrees uit dat Nederland uitgroeit tot een nieuw Zuid-Afrika, een land waarin de blanke Afrikaners zouden "fungeren als proefkonijn in het multicultureel laboratorium". Hij bekritiseert hoe onder anderen Nederlandse politici – zoals Joop den Uyl, Ed van Thijn, Wim Kok en Pia Dijkstra – volgens hem eraan zouden hebben bijgedragen dat het land onder het ANC zou zijn uitgegroeid tot een totale ramp. Uit intern e-mailverkeer van de PVV zou blijken dat fractieleider Geert Wilders bang zou zijn geweest voor de negatieve publiciteit die het boek teweeg had kunnen brengen, en het feit dat het boek tóch niet op de markt zou komen "geweldig nieuws" had genoemd.
In mei 2015 werd het boek door René van Praag alsnog onder de titel Minderheid in eigen land – Hoe progressieve strijd ontaardt in genocide en ANC-apartheid gepubliceerd. NRC-journalist Tom-Jan Meeus stelde op 30 mei 2015 vast, dat ten opzichte van het eerdere manuscript passages met "persoonlijke aanvallen op Mandela" waren afgezwakt tot kritiek op het ANC en "betwistbare beschuldigingen" aan Mandela's adres waren geschrapt. Ook zouden de "cryptoracistische flirts met de Zuid-Afrikaanse enclave Orania, waar alleen blanken wonen" nu niet langer de epiloog vormen, maar "ergens middenin het boek [zijn] verstopt". Hoogleraar Stephen Ellis van het African Studies Centre in Leiden, uit wiens werk uitvoerig door Bosma wordt geput, beklaagde zich op 1 juni 2015 over de vele incorrecte citaten en het feit dat hem meermaals – ten onrechte – in de mond wordt gelegd dat het ANC volgens hem "een criminele organisatie" zou zijn.

### Overige publicaties
Bosma is ook elders actief als publicist. Vanaf medio november 2010 tot 22 juni 2011 had Bosma een driewekelijkse column in NRC Handelsblad. In zijn eerste column haalde hij uit naar de lezers van die krant die zich graag multicultureel en tolerant zouden voordoen. Hij is actief als auteur van opinie-artikelen in diverse dagbladen en hij publiceerde tevens in Propria Cures. In november 2011 was hij deelnemer aan de Avond van de Polemiek in de Balie in Amsterdam, ter herdenking van de moord op Theo van Gogh.
In februari 2011 gaf Van Oorschot een schotschrift uit van Ronald Havenaar met de titel 'Te licht bevonden', waarin hij Bosma uitmaakt voor half-intellectueel. Bosma reageerde later.
Bosma deed in december 2011 een aanval op columnist en oud-hoofdredacteur Folkert Jensma van NRC Handelsblad, omdat die hem verkeerd zou hebben geciteerd. Volgens Bosma bedrijft het blad 'feitenvrije journalistiek'. Jensma meldde in zijn column van 26 november dat Bosma in zijn boek 'lijsten bepleit van mensen die de verkeerde mening aanhangen of die het land "verraden" aan de moslims'. Bosma reageerde in een groot artikel in NRC Handelsblad: 'In mijn boek roep ik nergens op tot welke lijsten dan ook', schrijft Bosma. 'Ik spreek nergens over een "verkeerde mening". Ik schrijf nergens in mijn boek iets over "het land verraden" – ik gebruik zelfs nergens het woord "verraden".
In september 2011 stelden Bosma en zijn partijgenoot Harm Beertema Kamervragen over Rob Riemen, directeur van het Nexus Instituut, gelieerd aan de Universiteit van Tilburg. De PVV'ers meldden dat Riemen Menno ter Braak 'citaten' in de mond legde die volgens hen nooit door Ter Braak zijn gebezigd. Het tweetal verweet Riemen Ter Braak te misbruiken om de PVV te bekritiseren en verweet hem wetenschappelijke fraude te hebben gepleegd. Ze riepen de minister op tot het nemen van maatregelen. De minister schreef in zijn antwoord dat de overheid geen taak heeft om citaten op juistheid te controleren en gaf aan dat de PVV naar de rechtbank kan stappen als ze zich door de rede van Riemen benadeeld voelt. Dat heeft de PVV uiteindelijk niet gedaan.
Als buitenpromovendus werkte Bosma lange tijd aan de Universiteit van Amsterdam aan een proefschrift over Zuid-Afrika, als opvolger van zijn boek Minderheid in eigen land. Aanvankelijk was Meindert Fennema zijn promotor, na diens overlijden nam Jean Tilly de begeleiding over. In 2024 kwam in het nieuws dat het manuscript voor de tweede keer was afgewezen.